# Ebony Mystique
Ebony Mystique, pseudonimo di Miesha Hilliard (New Haven, 23 novembre 1984), è un'attrice pornografica statunitense.

## Biografia
Nata a New Haven, nel 2007 ottenne la qualifica di infermiera registrata, per poi dedicarsi al design di moda nel 2018. per poi, entrare nell'industria per adulti nel 2019.

## Riconoscimenti
- AVN Awards
  - 2022 - Best Curve Appeal Movie Or Limited Series[8]
  - 2023 - Candidatura a Favourite Female Porn Star[9]
  - 2023 - Candidatura a Most Amazing Ass[9]
- XBIZ Awards
  - 2022 - Candidatura a Best Trans Sex Scene[10]
- Urban X Awards
  - 2022 - Hottest Inked Star[11]
  - 2023 - Candidatura a Most Popular Female Content Creator
  - 2023 - Candidatura a Female Actress Of The Year[12]
- Pornhub Awards
  - 2023 - Candidatura a Top Big Tits Performer[12]
  - 2023 - Candidatura a Hottest Ass[12]
- Fleshbot Award
  - 2021 - Candidatura a Best Ass[13]